# Mihaela Hogaș
Mihaela Hogaș (n. 15 septembrie 1998, Brașov, România) este o patinatoare română de viteză.

## Carieră
Brașoveanca s-a apucat de patinaj viteză la vârsta de 9 ani. Este multiplă campioană națională și  deține recordurile naționale la 500 și 1.000 de metri.
Ea a participat la Campionatele Mondiale de Juniori din 2015 și 2018. La Jocurile Olimpice de Tineret din 2016 de la Lillehammer a obținut medalia de bronz la sprint
de echipe mixte.
În anul 2022 a participat la Jocurile Olimpice de la Beijing. S-a clasat pe poziția 29 la probele de 500 și 1000 de metri.